# スター活性
スター活性(英: star activity)とは、制限酵素によるDNAの切断反応において、反応条件が至適でない場合に酵素本来の特異的部位以外でDNAを切断する活性のことである。「スター」とはアスタリスクのことで、初めてこの種の活性を報告したPoliskyらが、EcoRIの特異性が緩んだ活性をEcoRI*と表記したことに由来している。
| EcoRI 5'---G AATTC---3' 3'---CTTAA G---5' | EcoRI* 5'---N AATTN---3' 3'---NTTAA N---5' |

スター活性の要因としては低イオン強度（25 mM以下）、高pH（8.0以上）、酵素が基質DNAに対して過剰（DNA 1 µgあたり100U以上）、Mg2+以外の2価カチオンの存在、エタノールなどの有機溶媒の存在、そしてグリセロール濃度が高い（5%以上）ことなどが挙げられる。制限酵素は通常50%グリセロールを含む溶液として販売されているため、実用上問題となるのはグリセロール濃度であることが多い。特に複数の制限酵素を同時に作用させる場合に問題となりやすい。
スター活性の現れやすさは制限酵素によって様々であり、ApaI、DpnI、NdeIのように現れにくいものや、BamHI、EcoRI、PstIのように現れやすいものがある。遺伝子改変により野生型酵素と比べてスター活性を低減した制限酵素も上市されている。